# Problem
 Der er for få eller ingen kildehenvisninger i denne artikel, hvilket er et problem. Du kan hjælpe ved at angive troværdige kilder til de påstande, som fremføres i artiklen.

Et problem (fra græsk πρόβλημα – próblema – „det, som foreligger" (til løsning)) er en opgave eller et spørgsmål, som ikke er besvaret umiddelbart. Når opgaven er klaret eller når svaret kendes, er problemet løst.
Et problem kan derfor defineres som spændingen mellem en faktisk tilstand og en ønsket tilstand og kan berøre alle områder af menneskelig virksomhed. Nogle problemer er lette at løse, andre er mere vanskelige, og nogle uløselige.
Der kan være stor forskel på, hvordan objektive problemer opfattes. En pessimist ser typisk på problemer som større eller mindre forhindringer på vejen mod det mest ønskværdige. En optimist ser på problemer som interessante udfordringer. I moderne managementsprog har ordet en sådan klang af udfordring.
Der findes forskellige metoder inden for problemanalyse, som kan hjælpe til at afgrænse løsningsmulighederne. Et eksempel på en metode inden for samfundsvidenskab er følgende:
1. Hvori består problemet?
2. Hvem har fordel af, at problemet bliver løst?
3. Hvis interesser vil lide skade ved, at problemet bliver løst?
4. Hvilke løsningsmodeller kan man forestille sig?
5. Hvad vil omkostningerne være i forbindelse med problemets løsning for hver af de respektive mulige løsningsmodellers vedkommende?

De mulige løsningsmodeller vurderes, der træffes et valg og udarbejdes en plan for problemets mulige løsning. Problemformulering og løsningsforslag er ofte tæt forbundet.